# الأيديولوجية الألمانية
الأيديولوجية الألمانية (بالألمانية: Die Deutsche Ideologie) هي مجموعة من المخطوطات كتبها كارل ماركس وفريدريك انجلز في الفترة الواقعة بين أبريل وأوائل مايو عام 1846. لم يجد ماركس وإنجلز ناشرا لمؤلفهما  ولكن في عام 1932 عثر ديفيد ريازانوف على العمل ونشره من خلال معهد ماركس-إنجلز في موسكو.
الكتاب متعدد الأجزاء يتكون من العديد السجالات المكتوبة بسخرية ضد برونو باو، وهيغليون شباب آخرون وكذلك كتاب ماكس شتيرنر' الأنا الخاصة (1844). الجزء الأول، مع ذلك مؤلف به شرح مسهب يبدو كأنه المؤلف الذي كان كتاب «أطروحات حول فيورباخ» بمثابة خطوطه العريضة. المؤلف هو إعادة صياغة للنظرية  في التاريخ  التي كان ماركس قد بدأ يسميها «المفهوم المادي للتاريخ».
منذ نشرها للمرة الأولى، وجد الباحثون الماركسيوت قيمة خاصة للمؤلف لأنه قد يكون النص الأكثر شمولا حول نظرية ماركس في التاريخ المكتوب بتفصيل وإسهاب.

## النص
كتب النص نفسه ماركس وانجلز في بروكسل في عام 1845 و 1846 لكنه لم ينشر حتى عام 1932. المقدمة وبعض التعديلات والإضافات كانت بخط يد ماركس. الجزء الأكبر من المخطوطة مكتوبة بخد يد إنجلز، باستثناء الفصل الخامس من المجلد الثاني وبعض المقاطع من الفصل الثالث من المجلد الأول التي هي بخط يد يوسف فيديماير. الفصل الخامس في المجلد الثاني كتبه موزس هيس وحرره  ماركس وإنجلز. النص باللغة الألمانية يمتد إلى حوالي 700 صفحة.

## المخطط العام
يحاجج ماركس وإنجلز أن البشر يميزون أنفسهم عن الحيوانات حالما يبدؤون بإنتاج وسائل العيش، هوية الأفراد متوائمة مع إنتاجهم أي  كيف وماذا ينتجون. طبيعة الأفراد تعتمد على الظروف المادية الت تحدد إنتاجهم.
مدى تطور القوى الإنتاجية في أمة ما يظهر بدرجة تقسيم العمل فيها. أيضا، هناك علاقة مباشرة بين تقسيم العمل وأشكال الملكية.
الطبقة الحاكمة، من خلال تحكمها بالقوة المادية للمجتمع، هي في نفس الوقت القوة الفكرية الحاكمة في المجتمع. إنها تنظم إنتاج وتوزيع أفكار ذلك العصر. مع تغير الطبقة الحاكمة مع الوقت، تتغير أيضا مثل المجتمع وعلى الطبقة الحاكمة الجديدة فرض أفكارها الخاصة على المجتمع فتصبح تلك الأفكار كونية. الأفكار الحاكمة تعتبر المصلحة الكونية. ومع ذلك، فمن الوهم اعتبار أفكار الطبقة الحاكمة هي المصلحة العامة. هذا النظام سوف يصمد إلى الأبد طالما يتم تنظيم المجتمع حول ضرورة وجود الطبقة الحاكمة.
لتوضيح هذا الإطار النظري،  يستند ماركس إلى صياغته حول البنية التحتية والبنية الفوقية. التطور التاريخي هو انعكاس التغيرات في العلاقات المادية والاقتصادية في البنية التحتية. عند تغيير البنية التحتية، تضحي طبقة ثورية الطبقة الحاكمة الجديدة  التي ستتشكل البنية الفوقية. خلال الثورة، تدأب الطبقة الثورية جعل أفكارها تستهوي الروح الإنسانية بشكل عام حتى يبدو بعد نجاح الثورة أن تلك هي الأفكار الطبيعية والكونية. هذه الأفكار، التي تروج لها عناصر البنية الفوقية للمجتمع،  تصبح الأيديولوجية الحاكمة في تلك الفترة التاريخية. وعلاوة على ذلك، فإن الأيديولوجية الحاكمة تقدس العلاقات الاقتصادية في المجتمع وبالتالي تضغ البروليتاريا في حالة من الوعي الزائف الذي يعمل على إعادة إنتاج الطبقة العاملة.
الأخلاق، الدين، الما ورائيات، كل ما تبقى من الأيديولوجية وما يقابلها من أشكال الوعي لا يحتفظ بمظاهر استقلاله؛ لا تاريخ  لها ولا تطور، ولكن البشر، بتطويرهم إنتاجهم المادي وومعاملاتهم المادية، يغيرون، بالإضافة إلى وجودهم الدنيوي، تفكيرهم وإنتاجهم للتفكير الجماعي.
هذا النهج يسمح لنا بالتوقف عن فهم التاريخ كمجموعة من الحقائق الصماء أو نشاط متخيل من المواضيع.